# Ferdinand de Guilhermy
Ferdinand Marie Nolasque de Guilhermy (né à Londres le 18 septembre 1808 et mort à Paris 10e le 27 avril 1878) est un historien et archéologue français.

## Biographie
Ferdinand de Guilhermy est le fils de Jean-François-César de Guilhermy (1761-1829), homme politique français émigré en Allemagne en 1791, puis en Angleterre en 1803 et de Marie Mélanie Adélaïde Angélique Félicité de Lambertye (1782-1855), mariés à Londres le 13 février 1806. Il est le frère d'Henri Alexandre Emmanuel Benoît de Guilhermy (1814-1899), capitaine de vaisseau, de François Esleban de Guilhermy (1818-1884), jésuite et de Gustave Louis Marie Gonzalve de Guilhermy (1823-1908), colonel d'artillerie de marine, éditeur des papiers de leur grand-père François de Guilhermy (1706-1785).
Rentré en France avec ses parents en 1814, ils sont chassés pendant les Cent-Jours, puis de retour en 1816. Son père sera nommé baron en 1819. Il fait ses études à Paris au lycée Henri-IV et est licencié en droit en 1830. Après avoir été aspirant en 1828, il devient commis au ministère des Finances en 1829, où il restera jusqu'en 1846. Il devient conseiller référendaire de seconde classe le 30 décembre 1846 et de première classe le 26 mars 1864. Il sera membre de la commission de vérification des comptes ministériels en 1861, 1862 et 1871.
Le 13 mars 1850, il est nommé membre résident du Comité des arts et monuments, et membre du Comité des travaux historiques chargé du corpus des inscriptions. Un arrêté du 14 septembre 1852 le promulgue membre du Comité des travaux historiques, chargé de la section archéologie. Il est également membre du Comité de la langue et de l'histoire des arts de la France, membre de la Commission des arts et édifices religieux, section architecture et sculpture en avril 1853, puis vice-président de la Société impériale des antiquaires de France en 1867.
Il consacre une grande partie de son temps et de ses travaux aux édifices religieux. Il est correspondant du ministère de l'Instruction publique et obtiendra du ministère de la Guerre l'abandon du projet de transformer l'ancien couvent des Jacobins de Toulouse en caserne. Il luttera contre la destruction dans la même ville de l'ancienne église des Minimes. En mai 1871, il déménage sa bibliothèque contenant des livres et des manuscrits sur l'archéologie du Moyen-Âge pour l'installer dans le palais de la Cour, mais trois jours plus tard celui-ci brûle, entraînant la perte des documents historiques. En 1872, il est nommé à la Commission d'examen des comptes des ministres. Le 9 juin 1877, il est membre de la Commission de l'Inventaire général des richesses d'art de la France.
Il est nommé chevalier de la Légion d'honneur le 18 août 1873.  
Célibataire, il n'eut pas de postérité. Il demeurait au 6, rue d'Alger à Paris. Mort en activité, son éloge funèbre fut prononcé par le procureur général près de la Cour des comptes Jules Joseph Petitjean (1808-1885).

## Publications
Ferdinand de Guilhermy a écrit de nombreux articles dans différentes revues savantes dont un rapport sur la fondation de la Collégiale Notre-Dame-d'Espérance de Montbrison dans la Revue des Sociétés Savantes, dans les cahiers de la Statistique monumentale du département de la Seine, les monuments religieux de Lyon, sur la capitale et les peintures de la Basilique Saint-Sernin de Toulouse
- L'Abbaye de Saint-Denis, 1862.
- Description archéologique des monuments de Paris, 1856 (lire en ligne).
- Description de Notre-Dame, cathédrale de Paris, 1856, avec Eugène Viollet-le-Duc (lire en ligne).
- Description de la Sainte-Chapelle, 1867 (lire en ligne).
- Histoire archéologique, descriptive et graphique de la Sainte-Chapelle du Palais.
- Inscriptions de la France du Ve au XVIIIe siècle, tome 1, Paris, Imprimerie nationale, 1873 (lire en ligne).
- Itinéraire archéologique et historique de Paris, 1855.
- Mémoires présentés par divers savants à l'Académie des inscriptions et belles-lettres de l'Institut de France, 1843.
- Monographie de l'église royale de Saint-Denis : tombeaux et figures historiques, 1848 (lire en ligne).
- Rapport adressé à M. le ministre de l'Instruction publique et des Cultes par le Comité historique des arts et monuments, sur le projet de translation de la Bibliothèque nationale dans les galeries du Louvre, 1849[4].